# Албрук
Албрук (њем. Albbruck) општина је у њемачкој савезној држави Баден-Виртемберг. Једно је од 32 општинска средишта округа Валдсхут. Према процјени из 2010. у општини је живјело 7.318 становника. Посједује регионалну шифру (AGS) 8337002.

## Географија
Албрук се налази у савезној држави Баден-Виртемберг у округу Валдсхут. Општина се налази на надморској висини од 324 метра. Површина општине износи 39,7 km².

## Становништво
У самом мјесту је, према процјени из 2010. године, живјело 7.318 становника. Просјечна густина становништва износи 184 становника/km².